# Penya-segats de la Marina
Penya-segats de la Marina este o arie protejată (sit de importanță comunitară — SCI, arie de protecție specială avifaunistică — SPA) din Spania întinsă pe o suprafață de 943,08 ha, integral pe uscat.

## Localizare
Centrul sitului Penya-segats de la Marina este situat la coordonatele 38°43′51″N 0°10′56″E / 38.7308°N 0.1822°E.

## Înființare
Situl Penya-segats de la Marina a fost declarat arie de protecție specială avifaunistică în iunie 2009 pentru a proteja 2 specii de plante și 13 specii de animale. Situl a fost protejat și ca sit de importanță comunitară în decembrie 1997.

## Biodiversitate
Situată în ecoregiunea mediteraneană, aria protejată conține 6 habitate naturale: Faleze cu vegetație de Limonium spp. endemic de pe coastele mediteraneene, Stepe sărăturate mediteraneene (Limonietalia), Tufărișuri termo-mediteraneene și de pre-deșert, Pajiști carstice calcaroase sau bazofile, de Alysso-Sedion albi, Pante stâncoase calcaroase cu vegetație casmofită, Pseudostepă cu ierburi și specii anuale de Thero-Brachypodietea.
La baza desemnării sitului se află mai multe specii protejate:
- plante (2): Diplotaxis ibicensis, Silene hifacensis
- păsări (9): buha (Bubo bubo), șerpar (Circaetus gallicus), șoim călător (Falco peregrinus), Galerida theklae, ciocârlie de pădure (Lullula arborea), Oenanthe leucura, vultur pescar (Pandion haliaetus), Phalacrocorax aristotelis, silvie de tufiș (Sylvia undata)
- mamifere (4): liliac cu aripi lungi (Miniopterus schreibersii), liliac cu urechi de șoarece (Myotis blythii), liliac comun (Myotis myotis), liliacul mare cu potcoavă (Rhinolophus ferrumequinum)

Pe lângă speciile protejate, pe teritoriul sitului au mai fost identificate 5 specii de plante.